# Kodiak Island
Kodiak Island (englisch für Kodiak-Insel) ist eine 8975 km² große Insel vor der Südküste von Alaska (USA) im Nordpazifik. Sie gehört zum Kodiak Island Borough.

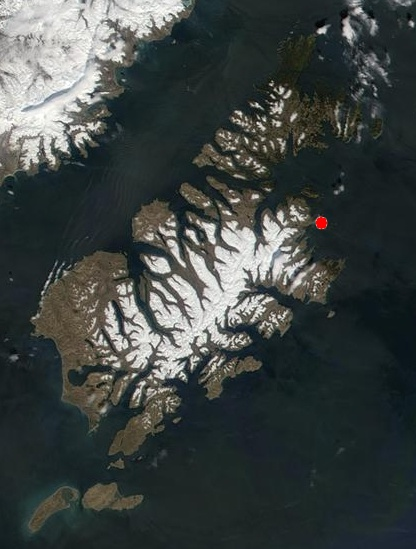
Satellitenfoto der Kodiak-Insel mit markierter Hauptstadt Kodiak

Als größte Insel des Kodiak-Archipels und zweitgrößte  der USA (nach Hawaii), liegt sie südlich der Schelichow-Straße, die die Insel vom Festland trennt. Die Berge der Insel ragen bis 1.353 m hoch auf und werden bisweilen von Geologen zur physiographischen Einheit Kodiak-Kenai-Chugach zusammengefasst. Auf Kodiak leben 13.592 Einwohner (Stand: US-Zensus 2010), davon: 55,3 % Weiße, 13,2 % „Native Americans“, 19,6 % Asiaten (v. a. Filipinos), 0,7 % Afroamerikaner, 7,6 % mit mehr als einer ethnischen Zugehörigkeit (davon 4,2 % zum Teil „Native Americans“). Der Hauptort der Insel ist die Stadt Kodiak, die sich an der Ostküste befindet. Im Südwesten nimmt das Kodiak National Wildlife Refuge rund zwei Drittel der Inselfläche ein.

## Geschichte
Die Insel wurde vor den Europäern von Sugpiaq, einem der Yupik-Eskimostämme Süd-Alaskas, besiedelt, die bis heute zu den ansässigen Ureinwohnern zählen.
Der erste nachweisliche Europäer ist der russische Entdecker und Pelzhändler Stepan Gawrilowitsch Glotow, der 1763 auf Kodiak landete. 1778 landete James Cook im Rahmen seiner dritten Südseereise auf der Insel, die bis dahin nur gelegentlich von russischen Pelzjägern aufgesucht wurde,  bis Schelichow im Rahmen seiner russischen Amerika-Expedition im Auftrag der russischen Kaiserin Katharina II. 1783 die erste permanente Siedlung auf Kodiak gründete. Damit war Kodiak Island der erste Ort einer permanenten Besiedlung der russischen Kolonisatoren in Alaska. Auf der Insel befindet sich das Orthodoxe Theologische Seminar St. Herman, in dem Priesternachwuchs der Orthodox Church in America ausgebildet wird.
Die Insel ist die Heimat der nach ihr benannten Kodiakbären. Auf der Insel befindet sich ein Raketenstartplatz, der Pacific Spaceport Complex – Alaska.
Nur etwas weiter nordwestlich befindet sich die kleine Afognak Island und südwestlich die Trinity Islands.